# Ministère de l'Agriculture (Côte d'Ivoire)
Le Ministère d’État, Ministère de l’Agriculture et du Développement rural est l’un des ministères clés du gouvernement de la République de Côte d’Ivoire. Il est chargé de la définition, de la mise en œuvre et du suivi de la politique nationale en matière d’agriculture, de développement rural, d’agro-industrie et de sécurité alimentaire.  

## Historique
Le ministère de l’Agriculture a été créé peu après l’indépendance de la Côte d’Ivoire en 1960, dans un contexte où le pays faisait de l’agriculture le pilier de son développement économique. Au fil des années, il a connu plusieurs réformes et changements d’appellation, reflétant l’évolution des priorités gouvernementales, notamment l’intégration des dimensions de développement rural et de souveraineté alimentaire.

## Missions
Le ministère a pour principales missions de concevoir et d’orienter les politiques agricoles nationales, de promouvoir la productivité et la modernisation des exploitations, de coordonner les programmes de développement rural, de soutenir les filières agricoles stratégiques telles que le cacao, le café, le coton, l’anacarde ou le riz, de gérer les partenariats nationaux et internationaux dans le secteur agricole, et de contribuer à l’amélioration des conditions de vie des populations rurales.

## Organigramme
Ministre
Chef du Secrétariat Particulier
Chargés de Mission
Conseillers Techniques
Structures sous tutelle
Directeur de Cabinet
Chef de Cabinet
Directeur Adjoint de Cabinet
Chargés d’Études
Inspecteurs Généraux (IG)
Secrétaire Général
Directions centrales :
Direction des Affaires Juridiques, du Contentieux et de la Coopération (DAJJC)
Direction des Affaires Financières et du Patrimoine (DAFP)
Direction de la Communication et de la Promotion Agricole (DCPA)
Direction des Ressources Humaines et de la Formation (DRHF)
Direction du Développement Local et des Services Extérieurs (DDLSE)
Représentations et Services Extérieurs
Conseillers Agricoles auprès des Ambassades (CAA)
Représentants Permanents Adjoints (RPA)
Directions Régionales (DR)
Directions Départementales (DD)
Directions Générales
Direction Générale des Productions et de la Sécurité Alimentaire (DGPSA)
Direction des Productions Vivrières et de la Sécurité Alimentaire (DPVSA)
Direction des Productions de Rente (DCR)
Direction de la Protection des Végétaux, du Contrôle et de la Qualité (DPVCQ)
Direction Générale du Développement Rural et de la Maîtrise de l’Eau (DGDRME)
Direction des Organisations Professionnelles Agricoles (DOPA)
Direction de la Maîtrise de l’Eau dans le Domaine Agricole et de la Modernisation des Exploitations (DMEME)
Direction du Foncier Rural (DFR)
Direction de la Valorisation des Produits (DVP)
Direction Générale de la Planification, du Contrôle des Projets et des Statistiques (DGPPS)
Direction de la Planification, de la Programmation et du Financement (DPPF)
Direction des Statistiques, de la Documentation et de l’Informatique (DSDI)
Direction de l’Évaluation et des Projets (DEP)